# The End of the Rainbow (film 1916)
The End of the Rainbow è un film muto del 1916 diretto da Jeanie Macpherson e Lynn Reynolds.

## Trama
Elihu Bennet, insieme al suo socio Stocker, vuole ottenere il monopolio sulle foreste californiane. Sua figlia Ruth, innamorata di Jerry Simpson, figlio di un proprietario che non vuole cedere le proprie terre ai due commercianti di legname, è preoccupata per i metodi spregiudicati di Stocker e, sotto mentite spoglie, si fa assumere da questi come segretaria per tenerlo d'occhio da vicino. Scopre così che Stocker vuole truffare anche suo padre. Ruth viene però aggredita dall'uomo che si accorge di essere spiato. Jerry interviene, riuscendo a salvarla. Stocker muore, mentre Bennett decide di non insistere con le sue politiche di acquisizione dei terreni forestali, lasciando in pace Simpson e benedicendo le nozze tra Ruth e Jerry.

## Produzione
Il film fu prodotto dall'Universal Film Manufacturing Company (Bluebird Photoplays).

## Distribuzione
Il copyright del film, richiesto dalla Bluebird Photoplays, Inc., fu registrato il 17 ottobre 1916 con il numero LP9347.
Distribuito dall'Universal Film Manufacturing Company, il film uscì nelle sale cinematografiche USA il 30 ottobre 1916.
Non si conoscono copie ancora esistenti della pellicola che viene considerata presumibilmente perduta.